# 천인커
천인커, 혹은 천인췌(중국어 간체자: 陈寅恪, 정체자: 陳寅恪, 병음: Chén Yínkè/Chén Yínquè, 한자음: 진인각, 1890년 7월 3일 ~ 1969년 10월 7일)는 중국의 역사학자, 언어학자, 동양학자, 정치가, 작가로 자는 학수(鶴壽)이다.

## 생애
천인커는 후난성 창사시에서 객가인의 아들로 태어났다. 조상은 푸젠성 상항(上杭)의 객가인이며, 고향은 장시성 남창부(南昌府) 의녕주(義寧州)(오늘날 주장시九江市 슈수이현修水縣)이다. 그의 할아버지 천바오전(陳寶箴)은 원래 호남순무(湖南巡撫)를 역임한 변법파(變法派) 인사였지만 1898년에 일어난 무술정변으로 인해 실각하고 만다. 그의 아버지인 천싼리(陳三立)은 동광체(同光體)를 대표하는 시인으로서 삼강사범학당(三江師範學堂)의 총교석을 역임했다.
천인커는 어린 시절에 난징의 가정에서 사서오경•수학•지리를 비롯한 각종 학문을 배웠고 국학대사(國學大師)를 역임한 왕보항(王伯沆)의 제자가 되었다. 1902년에는 난징 광로학당(礦路學堂)을 졸업한 맏형인 천스쩡(陳師曾)을 따라 일본으로 건너가서 도쿄에 위치한 고분가쿠인(弘文學院)에 입학했지만 1905년에 각기병으로 인해 중퇴하고 중국으로 귀국했고 상하이 푸단 공학에 입학하게 된다.
1910년에는 공비 유학생 자격으로 독일 베를린 대학교, 스위스 취리히 대학교, 프랑스 파리 정치 대학에서 유학 생활을 했지만 1914년에 제1차 세계 대전이 발발하면서 귀국하게 된다. 1918년에 장시성 정부로부터 관비 유학생 자격으로 다시 출국했고 미국 하버드 대학교의 연구 과정에서 역사학, 산스크리트어, 팔리어 등을 학업하였다. 1921년에는 독일 베를린 대학교로 돌아가서 중앙아시아의 옛 언어, 몽골어를 연구했다. 해외 유학 생활 기간 동안 몽골어, 팔리어 이외에도 티베트어, 만주어, 프랑스어, 독일어, 페르시아어, 돌궐어, 서하어, 라틴어, 그리스어를 비롯한 10여 종의 언어에 관심을 가졌다.
1925년에 귀국한 이후에는 베이징 칭화 대학의 초빙을 통해 량치차오, 왕궈웨이 등과 함께 국학연구원(國學研究院)의 도사로 근무했다. 1928년에는 국민당 북벌 후 칭화 대학이 국민정부(國民政府) 예하로 들어가며 이듬 해 국학연구원이 폐원하면서 중문학과, 역사학과 교수로 임명되었고 같은 시기에 베이징 대학에 출강하기도 했다. 이 기간 동안에는 불교 문학, 위·진·남북조·수·당에 이르는 사료, 몽골 사료에 관한 강의를 진행했다. 1930년 이후에는 중앙연구원(中央研究院) 이사, 역사언어연구소(歷史語言研究所, 약칭 사어소史語所) 연구원 및 제1반(역사) 주임, 국립고궁박물원(國立故宮博物院) 이사, 청대당안편위회(淸代檔案編委會) 위원 등을 겸임했다.
중일 전쟁 이후에는 시난 롄허 대학(西南聯合大學)에서 교수로 근무했고 역사, 원진·백거이의 시에 관한 연구를 진행했다. 1939년에는 영국 옥스퍼드 대학교 중국사 방문 교수로 채용되었다. 1940년 9월에는 쿤밍, 홍콩을 거쳐 영국에 도착하려는 계획을 세웠지만 홍콩에서 전쟁이 터지면서 무산되고 만다. 홍콩대학에서 객원 교수로 위촉된 이후에 중국 문학계 주임으로 근무했지만 1941년에 홍콩이 함락되면서 홍콩 대학은 폐교당했다.
1942년, 광시성 구이린으로 이주하여 광시 대학(廣西大學) 교수로 근무했고 1943년에는 쓰촨성 청두로 이주하여 옌징 대학 교수로 근무했다. 1946년에는 칭화 대학 교수로 다시 임명되었고, 1948년에는 광저우 링난 대학 교수로 임명되었다. 1952년 링난 대학 폐교 후에는 중산 대학(中山大學)에서 역사학과, 중문학과 교수로 근무했다.
1960년 7월에는 중앙문사연구관(中央文史研究館) 부관장으로 초빙되었지만 문화대혁명 기간 동안에 홍위병의 타도 대상으로 지목되면서 박해를 받았다. 이 과정에서 천인커가 여러 해 동안에 걸쳐 수집한 서적과 원고가 모두 소각당했으며 천인커 부부가 소유하고 있던 자산은 동결되었다. 1969년 10월 7일에 광둥성 광저우에서 심장 마비와 갑작스러운 장폐색 증세로 인해 향년 79세를 일기로 사망했다. 천인커 부부의 유해는 처음에 인허 혁명 묘지에 안장되었지만 2003년에 루산 식물원에 위치한 천펑화이 묘역 인근으로 이장되었다.

## 이름 발음의 문제
현대중국 표준어인 보통화(普通話)로 천인췌(천인커)의 이름 陳寅恪은 '천인커(Chén Yínkè)'로 표기된다. 그러나 일반적으로 중국 내에서는 천인췌(Chén Yínquè)로 표기하고 발음한다. 보통화에서 恪자는 kè 발음만 인정하지만, 진인각의 이름자에서만 예외적으로 què라는 발음을 인정하였다. 이는 그의 원래 고향인 강서성 의녕주 즉 장시성 슈슈현 일대 방언에서 恪자를 què에 가깝게 발음하기 때문이다. 진인각 역시 평소에 자신의 이름을 "천인췌"라고 발음해야 한다고 인정하였다.
다만 그가 유학길에 올랐을 때 자신의 영문명을 Yin Koh Tschen이라고 표기하였는데, 이러한 표기 방식은 현대한어병음(現代漢語拼音) 표기법이 제정되기 이전, 오늘날 보통화의 모태가 되는 북경(北京) 일대 방언의 한자음을 따라 표기한 것이다. 따라서 이 표기는 Chén Yínkè와 같은 표기방식이라고 할 수 있다.
이로 인하여 한국의 중국어사전 등에서는 천인커 혹은 천인췌로 혼동 표기하거나 둘 다 표기하는 경우가 있다. 그러나 현재 중국에서는 당사자의 의향을 좇아 '천인췌 (Chén Yínquè)'로 표기하거나 발음하는 경우가 많다.

## 주요 저서
- 《수당제도연원략론고》 (隋唐制度淵源略論稿)
- 《당대정치사술론고》 (唐代政治史述論稿)
- 《원백시전증고》 (元白詩箋證稿)
- 《금명관총고초편》 (金明館叢稿初編)
- 《한류당집》 (寒柳堂集)
- 《논 〈재생연〉》 (論〈再生緣〉)
- 《유여시 별전》 (柳如是 別傳)

## 같이 보기
- 관롱집단